# Sukhoi Su-6
O Sukhoi Su-6 foi um avião protótipo de ataque ao solo desenvolvido durante a Segunda Guerra Mundial. A partir deste protótipo, foi desenvolvido o interceptor de grande altitude Su-7, que usava propulsão mista (foguete e motor de pistões).

## Desenvolvimento
O desenvolvimento do Su-6 começou em 1939, quando o gabinete de Sukhoi começou a trabalhar num avião de ataque ao solo de um assento. A encomenda para dois prototipos foi criada em 4 de Março de 1940, e no dia 1 de Março de 1941 realizaram se os primeiros teste de voo do prototipo com o piloto A.I. Kokin.